# L'uomo fedele (film)
L'uomo fedele (L'Homme fidèle) è un film del 2018 diretto da Louis Garrel.

## Trama
Marianne e Abel si amano e vivono insieme, almeno fino a quando la prima non lascia il fidanzato perché aspetta un figlio da Paul, il miglior amico di Abel. Quest'ultimo accetta la fine della relazione. 
Nove anni dopo, il cuore di Paul si ferma, Abel e Marianne si rivedono al funerale. Tra i due sembra rinascere l'amore di un tempo, ma la sorella di Paul, Ève, è presa da Abel e vuole prenderselo dichiarando guerra a Marianne, che spinge Abel, anche se non convinto, da Ève. La convivenza tra i due si rivela poco felice e l'amore effimero, tanto che Abel fa le valigie e lascia la casa di Ève. Il suo cuore e la sua mente vanno sempre da Marianne. Prova a riconquistarla, riuscendoci. La relazione viene sancita nella scena finale, quando il figlio di Marianne scompare e viene ritrovato davanti alla tomba del padre. Qui guarda Abel e gli stringe la mano.